# Violette (film)
Violette är en fransk biografisk film från 2013 om författaren Violette Leduc regisserad av Martin Provost. Filmen hade svensk premiär 16 januari 2015.

## Handling
Violette Leduc (1907-1972) föddes utom äktenskapet och växte upp under fattiga förhållanden. Hela livet upplevde hon sig som oäkta barn, oönskad och oälskad. Det blev ett återkommande tema i hennes böcker. Filmen börjar under andra världskriget då Leduc bor i Normandie och ägnar sig åt skrivande och svarta börsaffärer. År 1944 flyttar hon till Paris, fortsätter att skriva och försörjer sig på svarta börsen. Året efter söker hon upp författaren Simone de Beauvoir. de Beauvoir blir imponerad av Leducs uppriktiga självbiografiska romanmanuskript och blir hennes mentor. Filmen handlar till stor del om deras relation och men även om relationen till modern och till vänner och älskare. Filmen slutar 1964 då Violette får sitt stora genombrott med sin sjätte roman Oäktingen (La Bâtarde).

## Medverkande i urval
- Emmanuelle Devos - Violette Leduc
- Sandrine Kiberlain - Simone de Beauvoir
- Olivier Gourmet - Jacques Guérin, mecenat
- Catherine Hiegel - Berthe Leduc, Violettes mor
- Jacques Bonnaff - Jean Genet
- Olivier Py	- Maurice Sachs, författare
- Nathalie Richard - Hermine, f.d. flickvän
- Stanley Weber - den unga muraren, älskare